# Explosionszeichnung

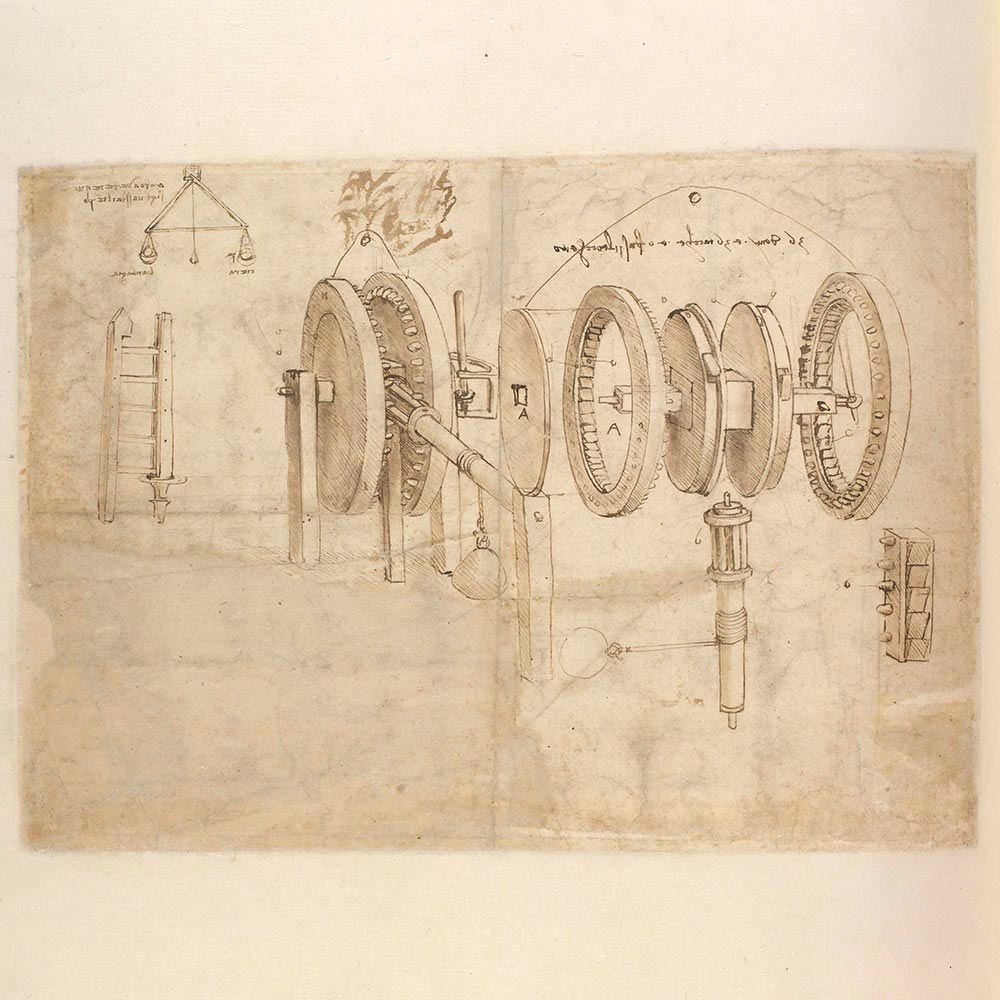
Explosionsdarstellung Leonardo da Vincis

Informationsgrafik zur Erläuterung einer Pumpe in Explosionsdarstellung

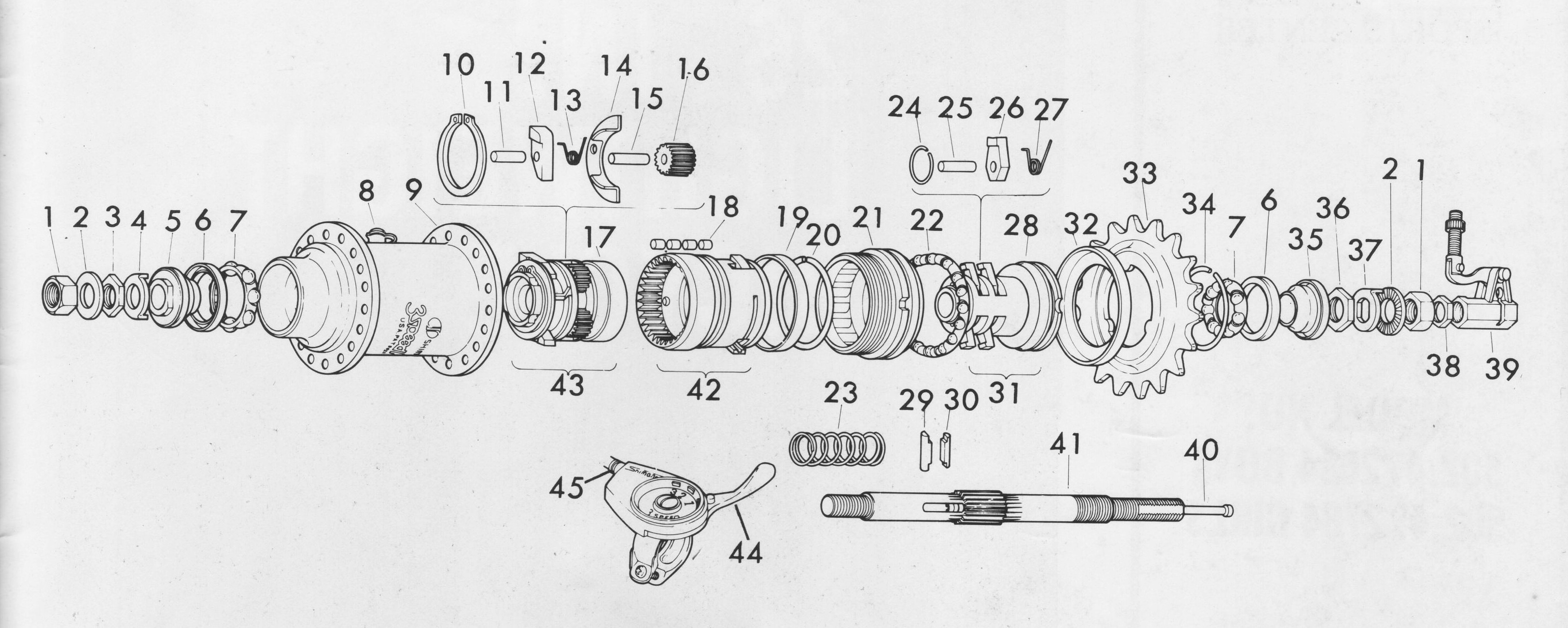
Explosionsdarstellung einer Fahrradnabenschaltung

Eine Explosionszeichnung (auch Explosionsgrafik, Explosivdarstellung) ist eine Art der Darstellung bei Zeichnungen und Grafiken, die einen komplizierten Gegenstand in seine Einzelteile zerlegt zeigt (u. a. auch perspektivisch dargestellt). Im Fachjargon wird hier auch die Formulierung Sprengzeichnung verwendet. Die dargestellten Einzelteile oder Bauteile sind räumlich voneinander getrennt, d. h. so, als flögen sie nach einer Explosion auseinander.
Bei dieser Darstellungsweise wird das Wechselverhältnis des Ganzen zu seinen Teilen sowie deren Lage verdeutlicht. Explosivdarstellungen erlauben es, die Funktion und den Zusammenbau von Baugruppen darzustellen sowie einzelne Bauteile anhand mit angegebener Teilenummern zu bestimmen, z. B. aus der Gesamtabbildung zum gesuchten Ersatzteil und seiner Lagernummer.
Diese Art der Darstellung findet in verschiedenen Bereichen Verwendung: Als Informationsgrafik kommt diese Darstellungsart in Gebrauchsanweisungen und Ersatzteil-Katalogen (auch virtuellen, interaktiven Katalogen) zum Einsatz. Bei Montageanleitungen wird mit Explosionsgrafiken die Montage- und Demontagereihenfolge einzelner Teile erklärt. In technischen Zeichnungen im Maschinenbau werden komplexe Maschinen auf diese Weise übersichtlich dargestellt. Im Bauwesen kann die Fügung verschiedener Bauteile oder des Tragwerks in einem Gebäude verdeutlicht werden.
Bei manchen Explosionszeichnungen ist die Perspektive so gewählt, dass die drei Koordinatenachsen in der Darstellung jeweils im Winkel von 120° versetzt sind. Dadurch hat jede Entfernung in einer dieser Richtungen denselben Maßstab und kann genau gemessen werden. Für Entfernungen, die nicht parallel zu einer der Koordinatenachsen sind, kann man mehrere einzelne Entfernungen messen und mit dem Satz des Pythagoras zu einem genauen Ergebnis kommen (siehe auch isometrische Axonometrie).
Eine alternative Möglichkeit der anschaulichen Bilddarstellung technischer Objekte ist die Phantomzeichnung, bei der mehrere, sich eigentlich verdeckende Ebenen in einem einzigen Bild dargestellt werden, unabhängig von der Zerlegbarkeit der Einzelteile.